# Elsfleth
Elsfleth település Németországban, azon belül Alsó-Szászország tartományban. Lakosainak száma 9187 fő (2023. december 31.).

## Népesség
A település népességének változása:
| Lakosok száma | 9117 | 9105 | 9113 | 9204 | 9187 |
|               | 2016 | 2019 | 2021 | 2022 | 2023 |